# Lei Yue Mun

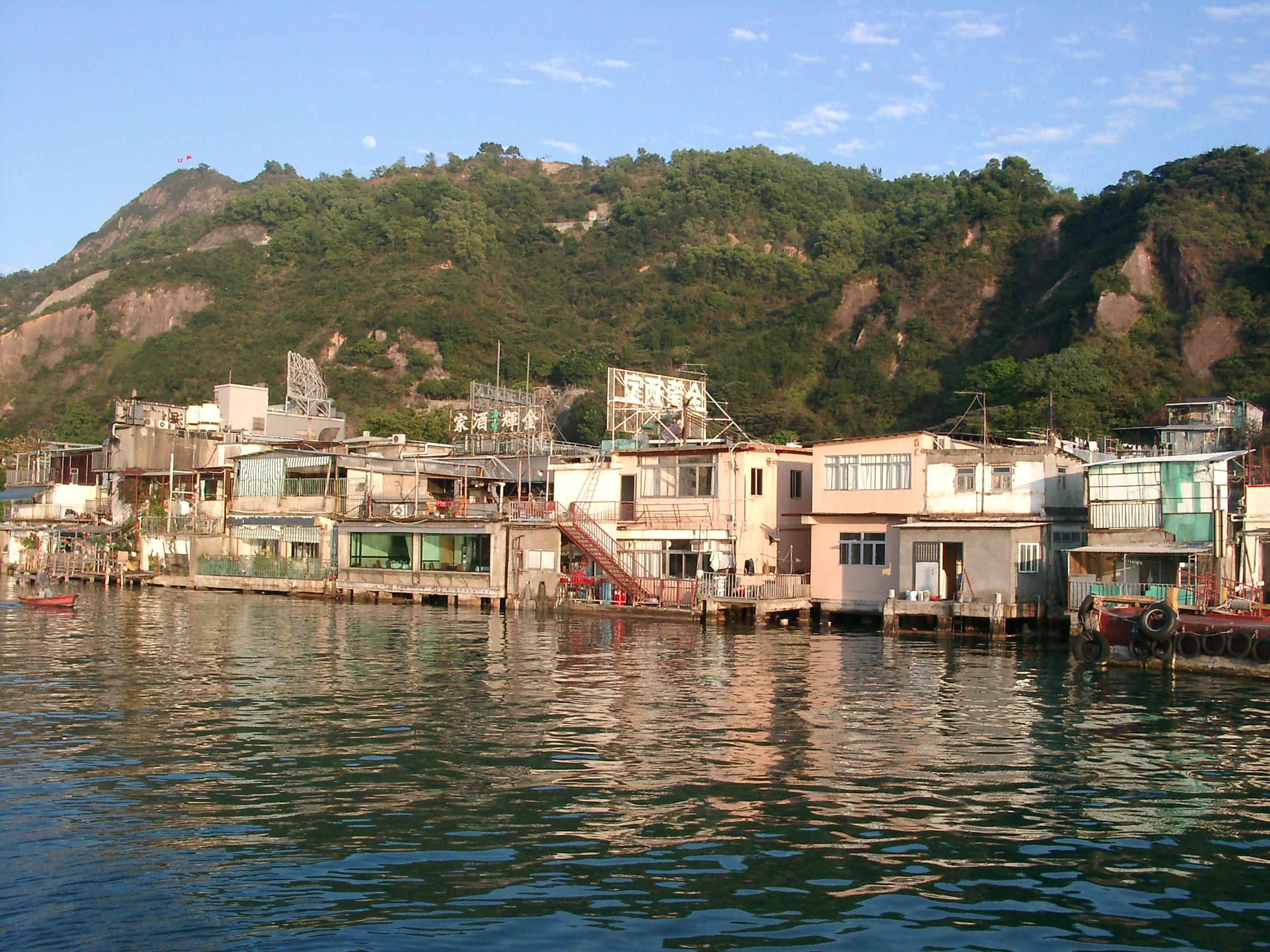
Ein Dorf und dessen bekannten Seafood Restaurant in Lei Yue Mun

Lei Yue Mun (chinesisch 鯉魚門 / 鲤鱼门, Pinyin Lǐyúmén, Jyutping Lei5 jyu4 mun4, Pe̍h-ōe-jī Lí-hî-mn̂g – „Karpfen-Tor“) ist ein kurzer Kanal in Hongkong. Er erstreckt sich zwischen Tseung Kwan O (englisch Junk Bay, 將軍澳) im Sai Kung-Distrikt und Victoria Harbour und trennt damit Kowloon und Hong Kong Island. Der Kanal ist eine wichtige Passage für die Stadt und bildet den östlichen Zugang zu Victoria Harbour.
Auch die Umgebung des Kanals wird als Lei Yue Mun bezeichnet. Auf der Seite von Kowloon liegt ein bekannter Markt für Meeresfrüchte und Fisch sowie Restaurants in den Fischerdörfern von Yau Tong. Auf der Seite von Hong Kong Island befinden sich mehrere ehemalige militärische Verteidigungsanlagen.

## Name
Der kantonesische Name bedeutet „Karpfen-Tor“. Es gibt zahlreiche Umschrift-Varianten wie Ly-ce-moon Pass, Ly-ee-moon Pass, Ly-e-Mun Pass, Lyemun, Lymoon, Lye Moon Passage.

## Geographie

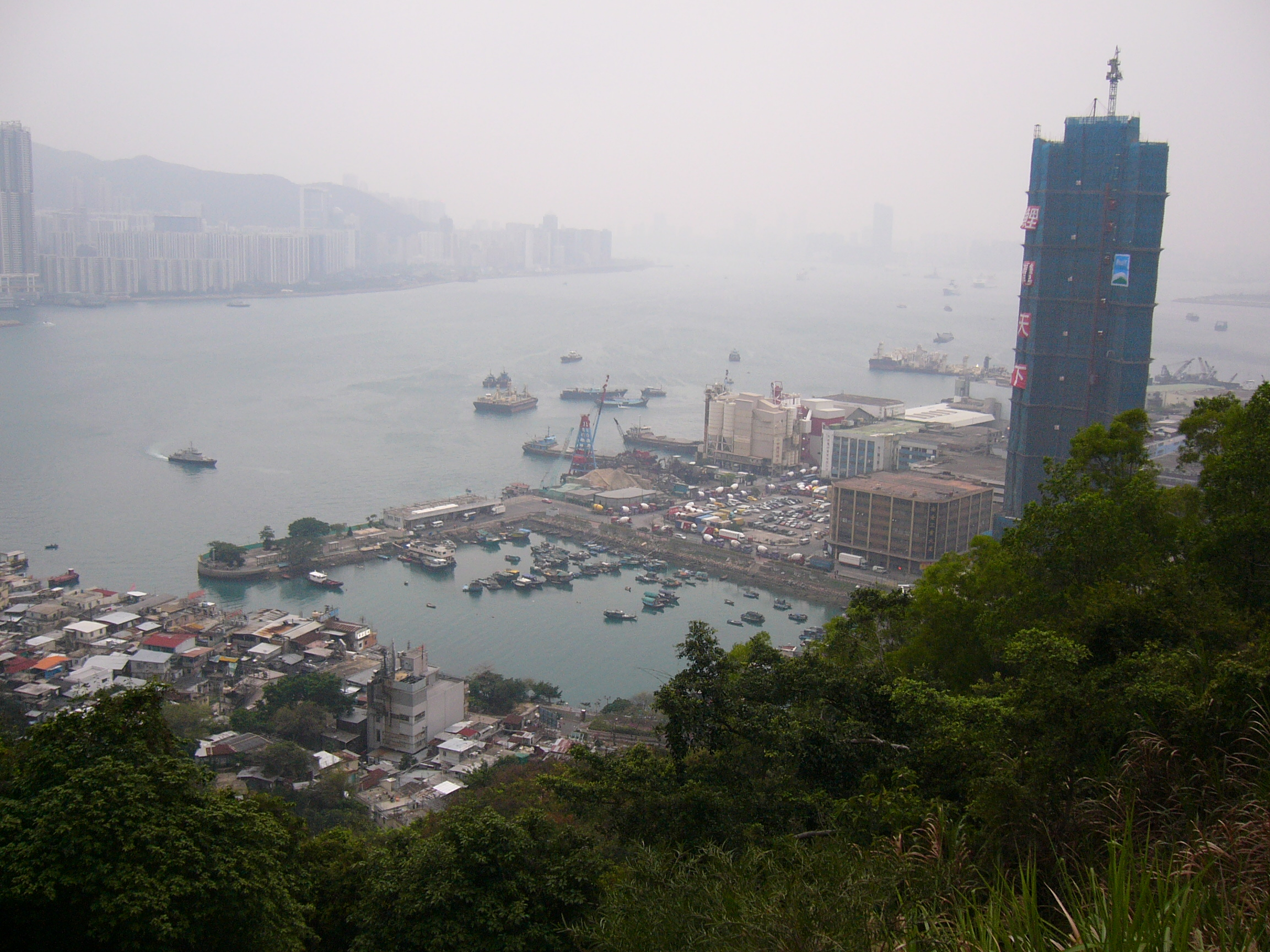
Lei Yue Muns Küste, der Schutzhafen für Taifun bei Sam Ka Tsuen, Yau Tong

Der Kanal erstreckt sich zwischen Kowloon Bay und Junk Bay (Tseung Kwan O) vom Zentrum von Hongkong nach Osten. Der Kanal bildet einen Durchbruch im Höhenzug, der sich von Norden nach Süden erstreckt und mit dem Devil’s Peak im Norden auf dem Festland und dem Sai Wan Shan (西灣山) im Süden auf Hong Kong Island die Landmassen verbindet.
Am nördlichen Ufer, im Gebiet von Kowloon liegen die Siedlungen Sam Ka Tsuen (三家村), Ma Wan und Ma San Tsuen (媽山村) mit der Sam Ka Tsuen Typhoon Shelter (三家村避風塘), dem Tin Hau Tempel, einem historischen Tempel (Grade II historic building) in Ma Wan Tsuen (馬環村), dem Leuchtturm vom Lei Yue Mun (englisch Lei Yue Mun Coast Light House, 鯉魚門燈塔), dem Wish Tree, dem Lei Yue Mun Estate, einem sozialen Wohnbaukomplex in Yau Tong, mit Verkehrsknotenpunkt und den Einkaufszentren Domain und Lei Yue Mun Plaza. Im Osten der Halbinsel gab es früher Steinbrüche (englisch Old Lei Yue Mun Quarry, 鯉魚門三家村舊礦場). Einige der Verladerampen sind noch heute am Ufer zu sehen.
Am Südufer auf der Seite zur Insel Hongkong (Hong Kong Island) befinden sich der Lei Yue Mun Fort, heute: Hong Kong Museum of Coastal Defence und die ehemaligen Lyemun Barracks, heute Lei Yue Mun Park and Holiday Village.

### Tin Hau Tempel

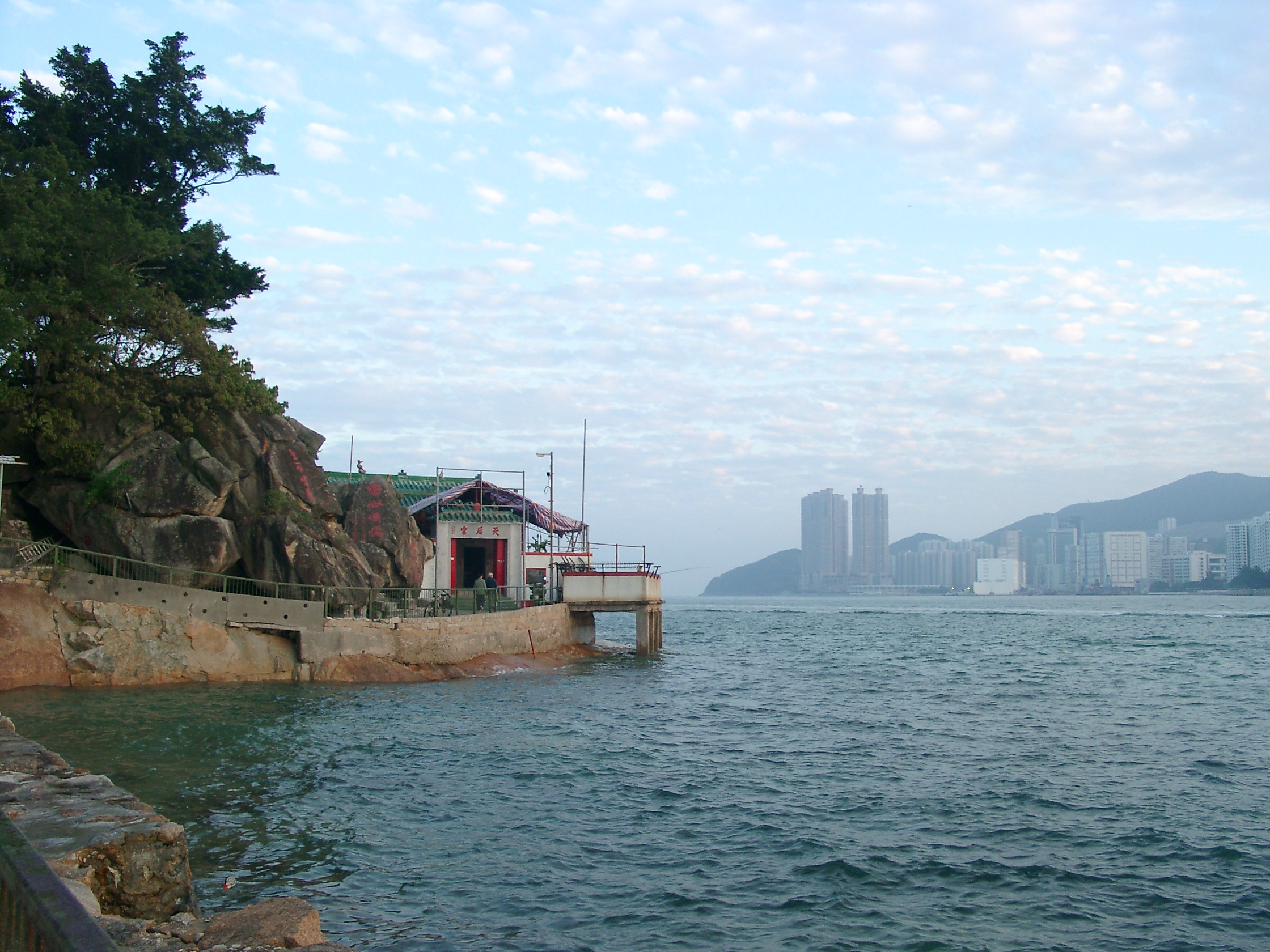
Der Tin Hau-Tempel in Lei Yue Mun, Kowloon

Der Tin Hau Tempel ist ein historischer Tempel (Grade II historic building) im Fischerdorf Ma Wan Tsuen (馬環村) zur Verehrung der populären Schutzpatronin der Seeleute und Fischer Mazu (regional auch Tin Hau). Der Tempel wurde 1753 errichtet und 1953 komplett wiederaufgebaut. Ein Hip Tin Temple (協天宮) im Anschluss wurde nach 1953 angebaut zur Verehrung von Guan Yu (regional Kwan Tai).

## Geschichte

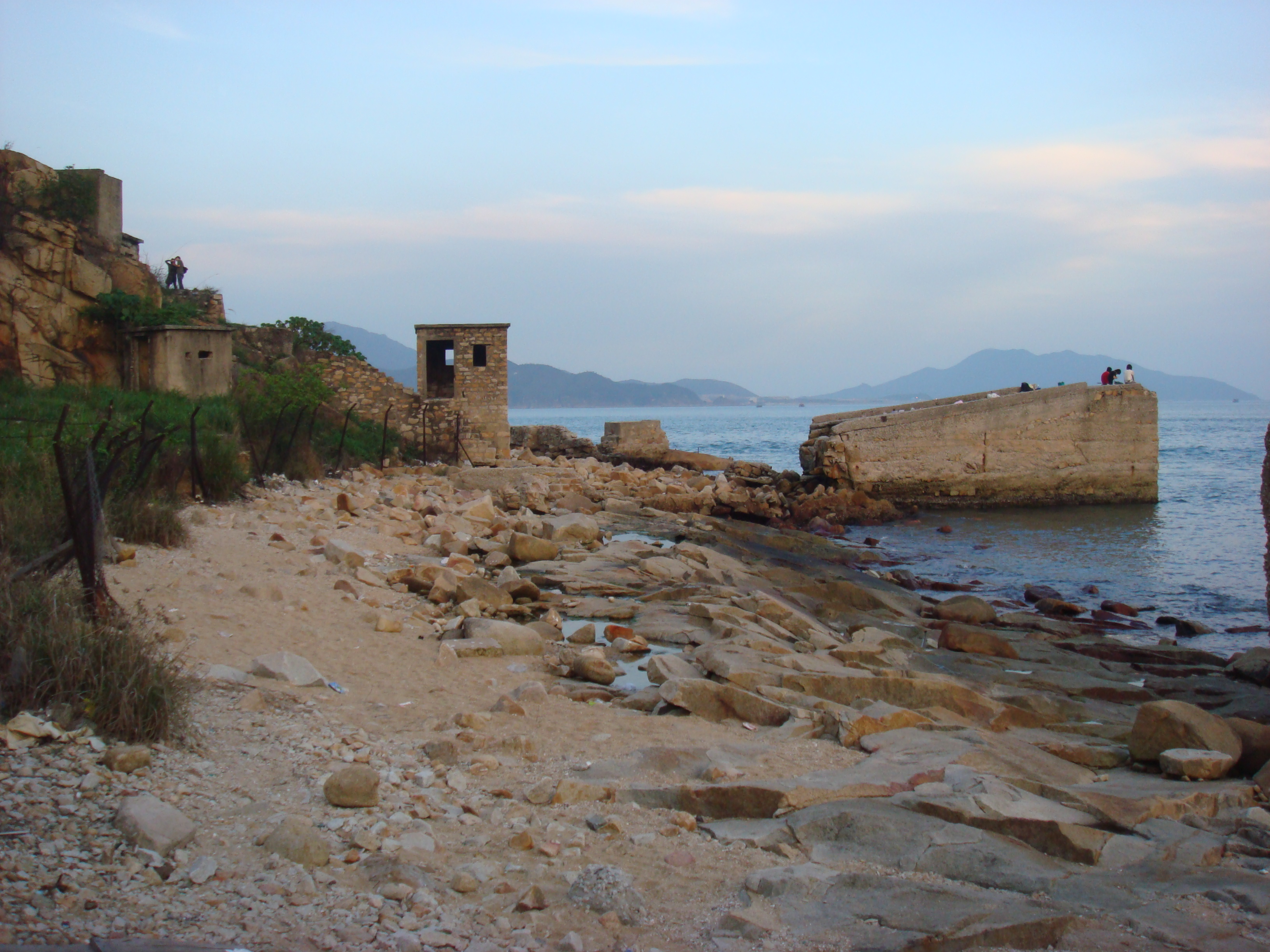
Überreste des Verladestegs der früheren Steinbrüche in Lei Yue Mun, Kowloon

Das Gebiet rund um den Devil’s Peak diente bis ins 20. Jahrhundert der British Army als Garnisonsgelände und war davor im 19. Jahrhundert Versteck für Piraten, die von dort die Passage von Lei Yue Mun kontrollierten. Der Kanal war eine wichtige nautische Passage zum Victoria Harbour. Ehemaliger Piratendorf war der Che Teng Village (輋頂村). Während des Zweiten Weltkrieges (genauer Pazifikkrieg) waren dort hauptsächlich die Einheiten des 5/7 Rajput Regiment, sowie der 1st Mountain Battery des Hong Kong Singapore Battalion of the Royal Artillery bei der Schlacht um Hongkong stationiert.

## Verkehr
Im Kanal verkehrt die Fähre Coral Sea Shipping Services (珊瑚海船務) zwischen dem Sam-Ka-Tsuen-Pier und Sai-Wan-Ho-Pier. Öffentliche Verkehrsanbindungen bieten die Buslinien der Kowloon Motor Bus (KMB Nr. 14X, zwischen dem Dorf Sam Ka Tsuen und Tsim Sha Tsui) sowie Minibuslinien zwischen Kwun Tong und Lei Yue Mun bzw. zwischen Mongkok und Lei Yue Mun. Der nächste U-Bahnhof der Mass Transit Railway (MTR) ist die Haltestelle Yau Tong in Kowloon.

## Sehenswürdigkeiten

### Fort Lei Yue Mun (Militärmuseum)
Das Fort Lei Yue Mun nahe Shau Kei Wan stammt aus dem 19. Jahrhundert und wird heute als „Museum der Küstenverteidigung“ (香港海防博物館 englisch Hong Kong Museum of Coastal Defence) genutzt. Es zeigt Ausstellungen zur Militärgeschichte Hongkongs seit der Ming-Dynastie. Das Museum ist es durchgehend geöffnet außer an Donnerstagen und an den ersten beiden Feiertagen des chinesischen Neujahrsfestes. Bei lokalautretende extreme Wetterlagen wie beispielsweise tropischen Stürme ab der Kategorie acht (八號烈風或暴風信號 deutsch ‚Orkan- oder Sturmwarnung der Kategorie acht (Taifunwarnung)‘, englisch Gale Or Storm Signal No.8) oder Starkregen der Warnstufe Schwarz (黑色暴雨警告信號 englisch Black Rainstorm Signal) bleibt das Museum geschlossen. Erreichbar ist es über verschiedene Buslinien am MTR-Bahnhof Shau Kei Wan Station Ausgang B2 und auf der Shau Kei Wan Mainstreet East. Ausgestellt ist hier beispielsweise ein Ferret Mark II, Radpanzer zur Spähaufklärung, neben andere Dauer- und temporäre Themenausstellung zur Militärgeschichte und Küstenverteidigung in Hongkong.

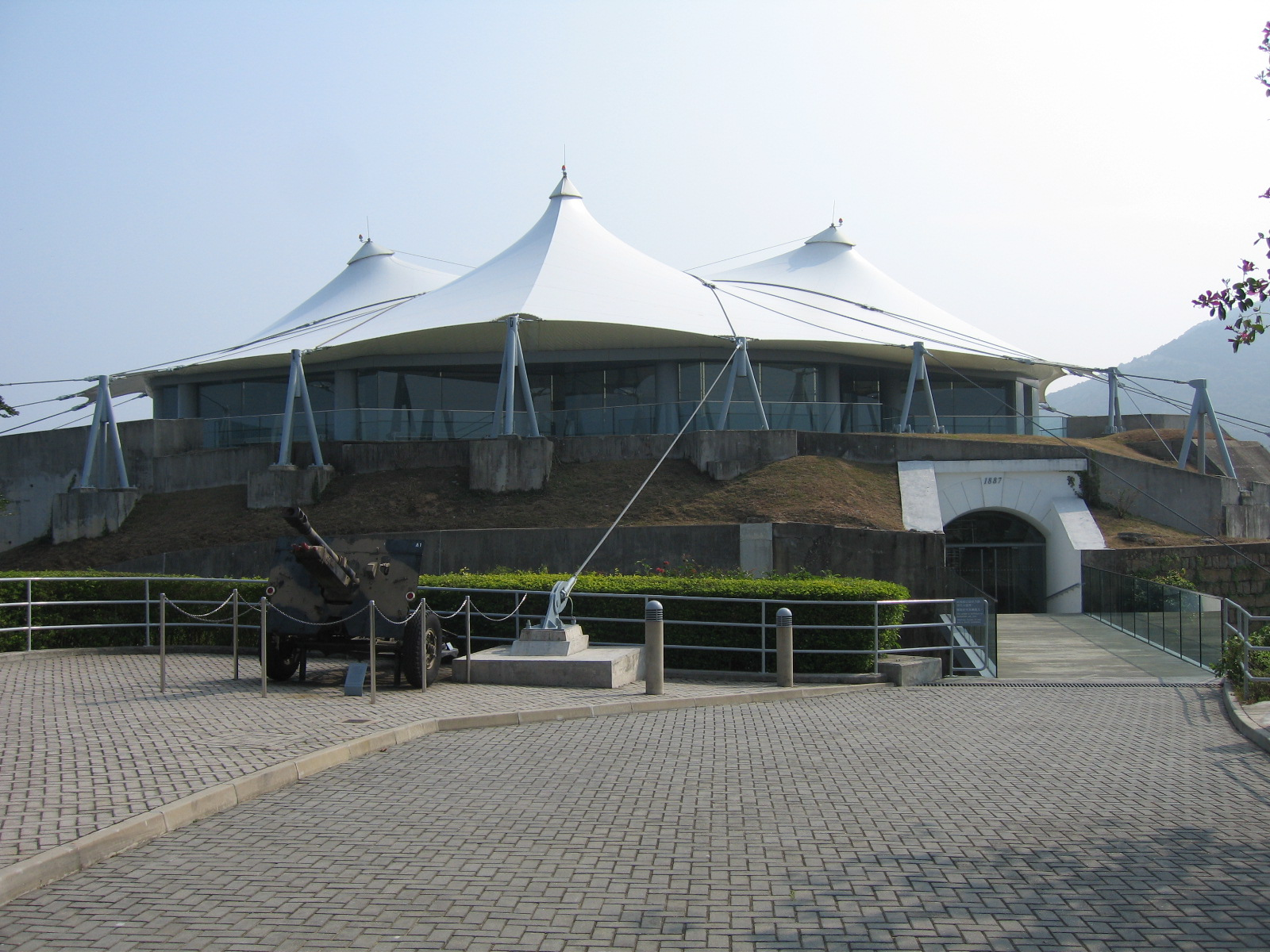
Das Militärmuseum – Hong Kong Museum of Coastal Defence (HKMCD)
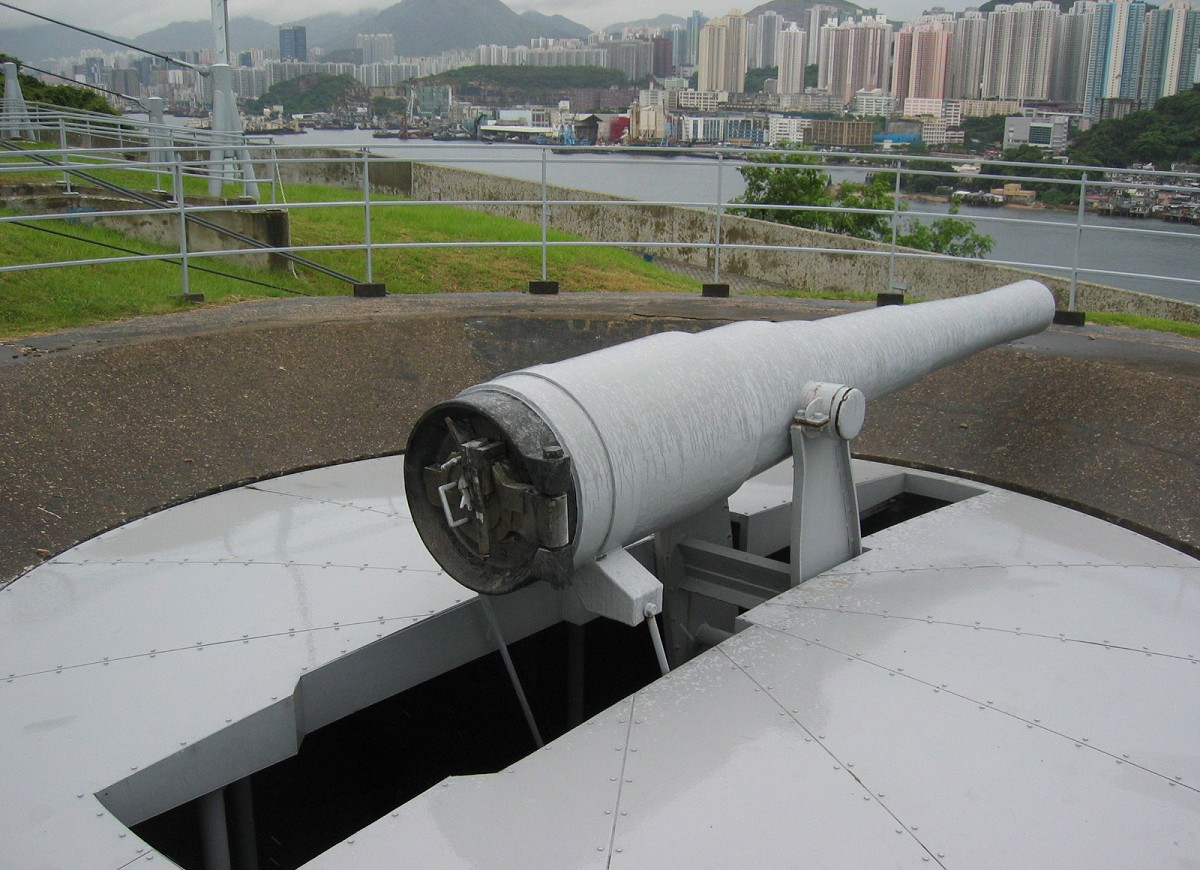
Historische 6-Zoll-Kanone Type BL Mk IV (no. 1B)
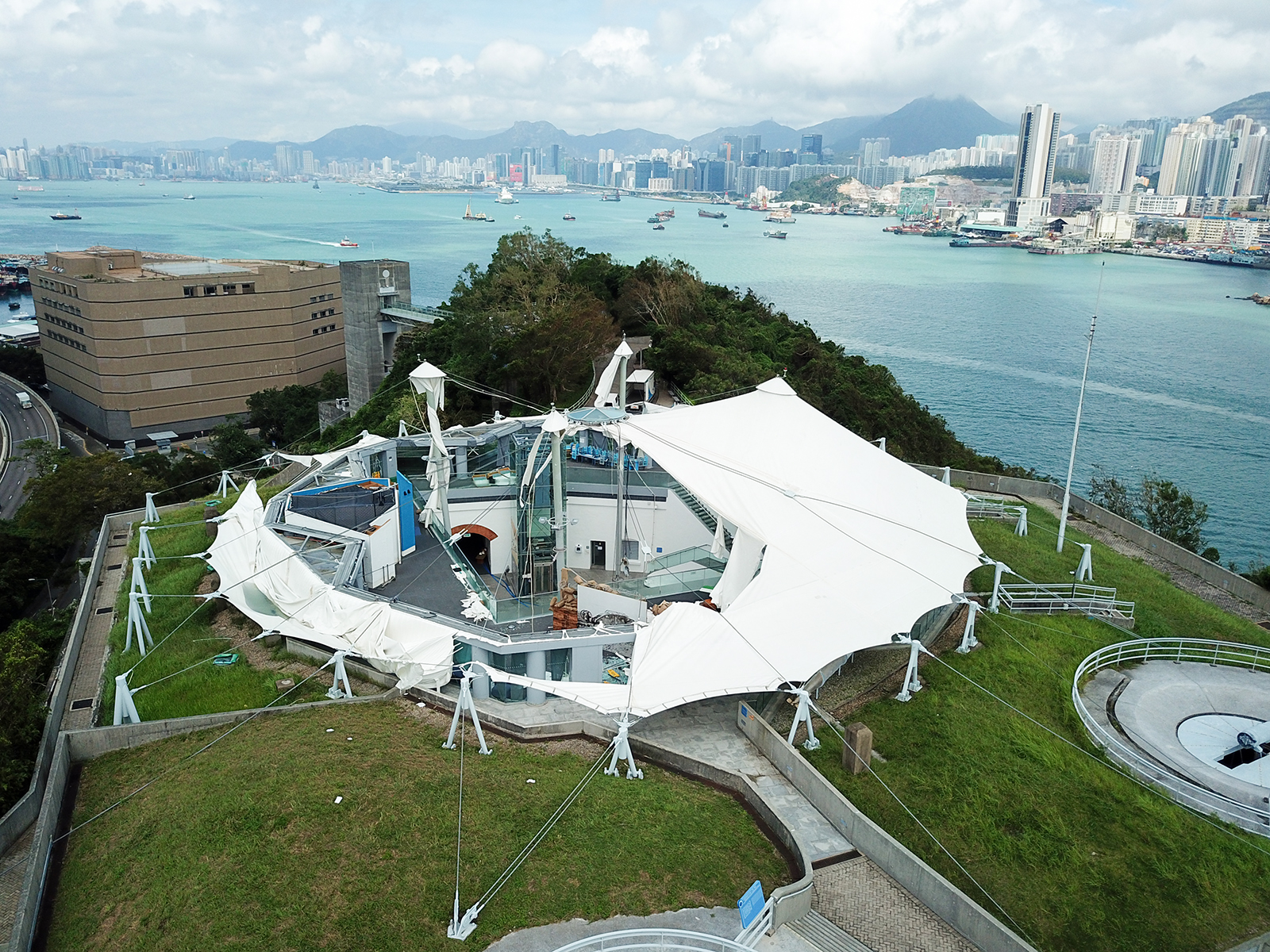
Fortmuseum nach Zerstörungen durch Taifun Mangkhut (September 2018)
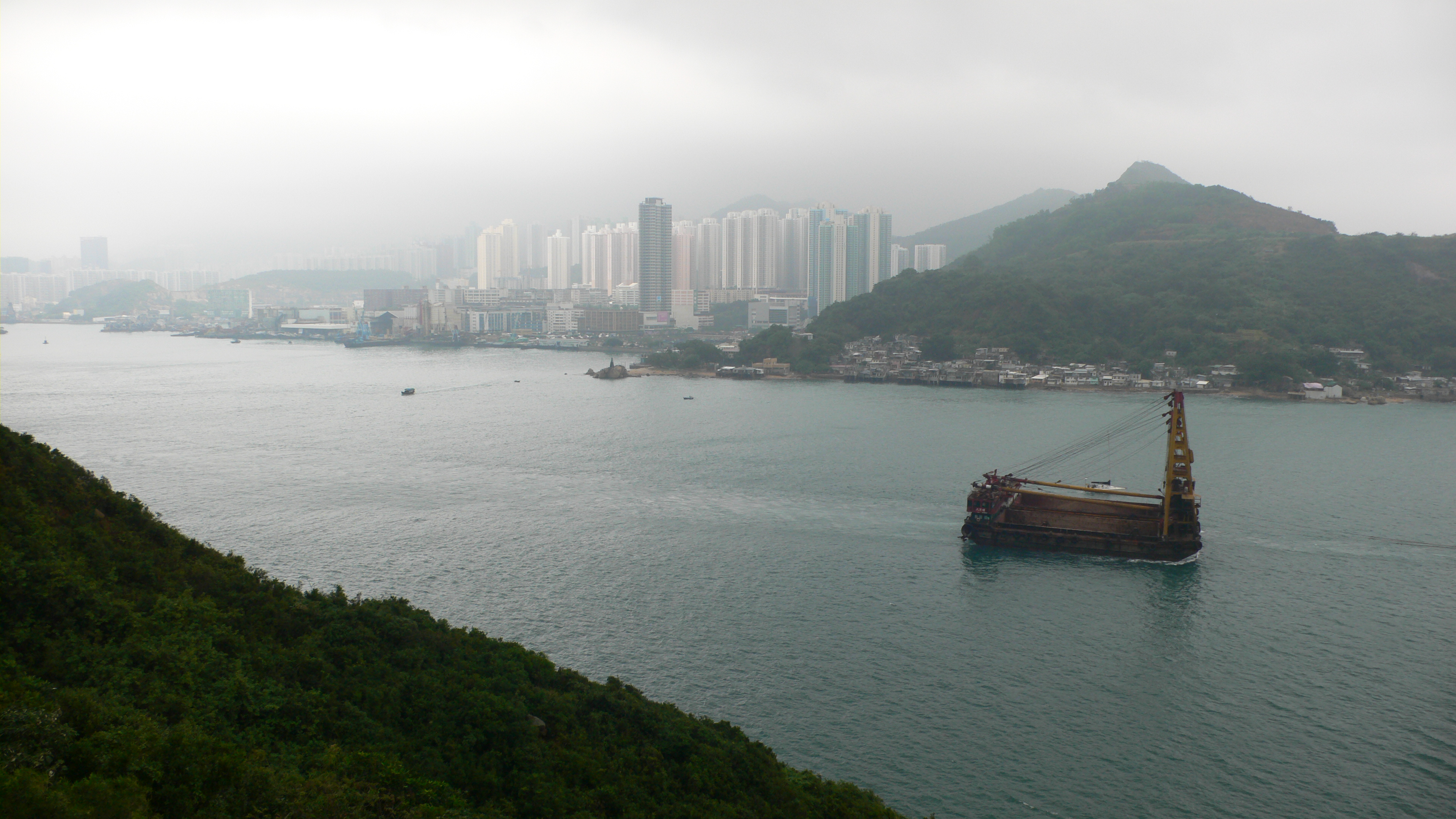
Ausblick vom Fort auf den Stadtteil Lei Yue Mun
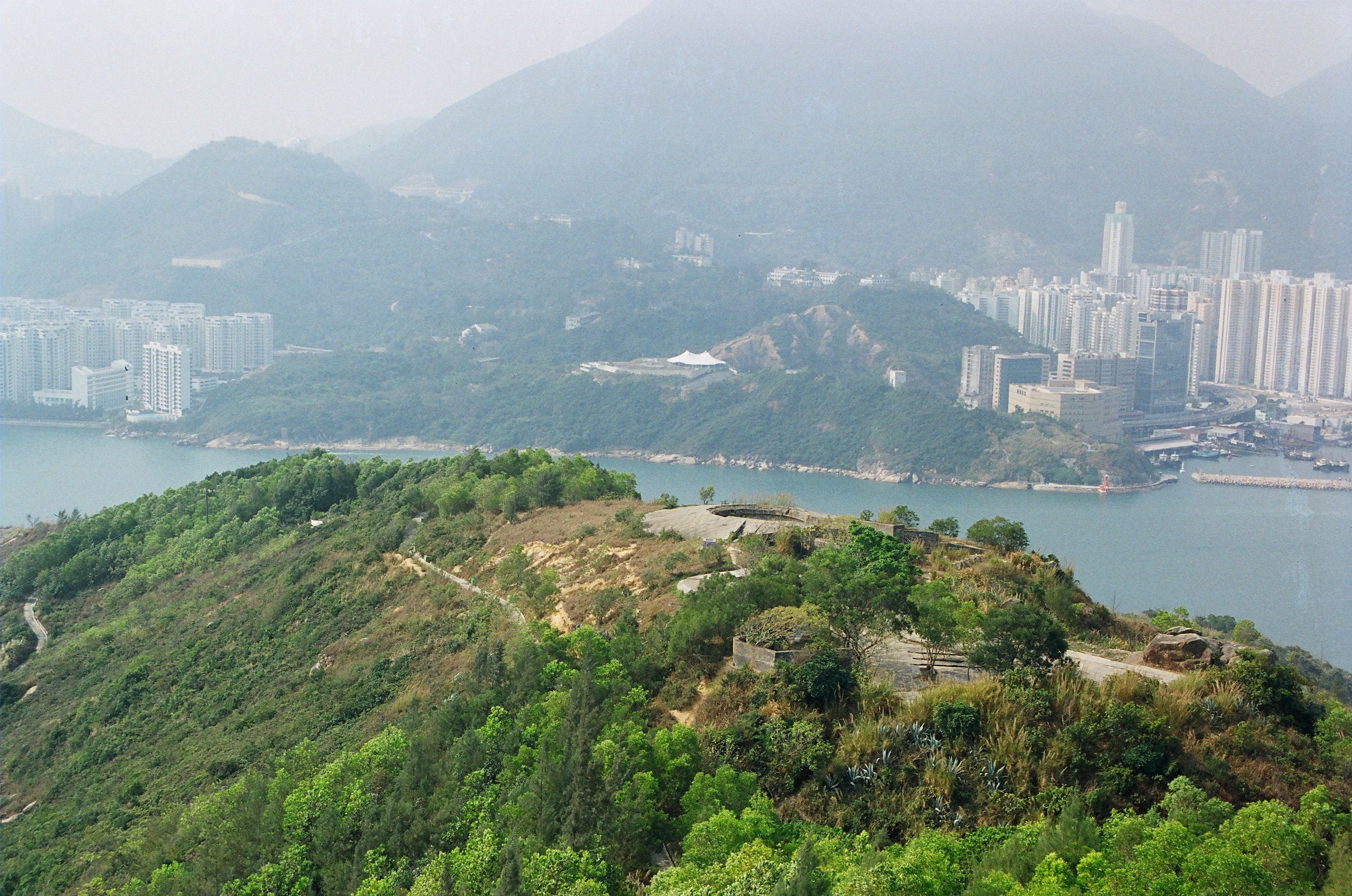
Blick über der Geschützbatterie Gough Battery auf Devil’s Peak auf das HKMCD
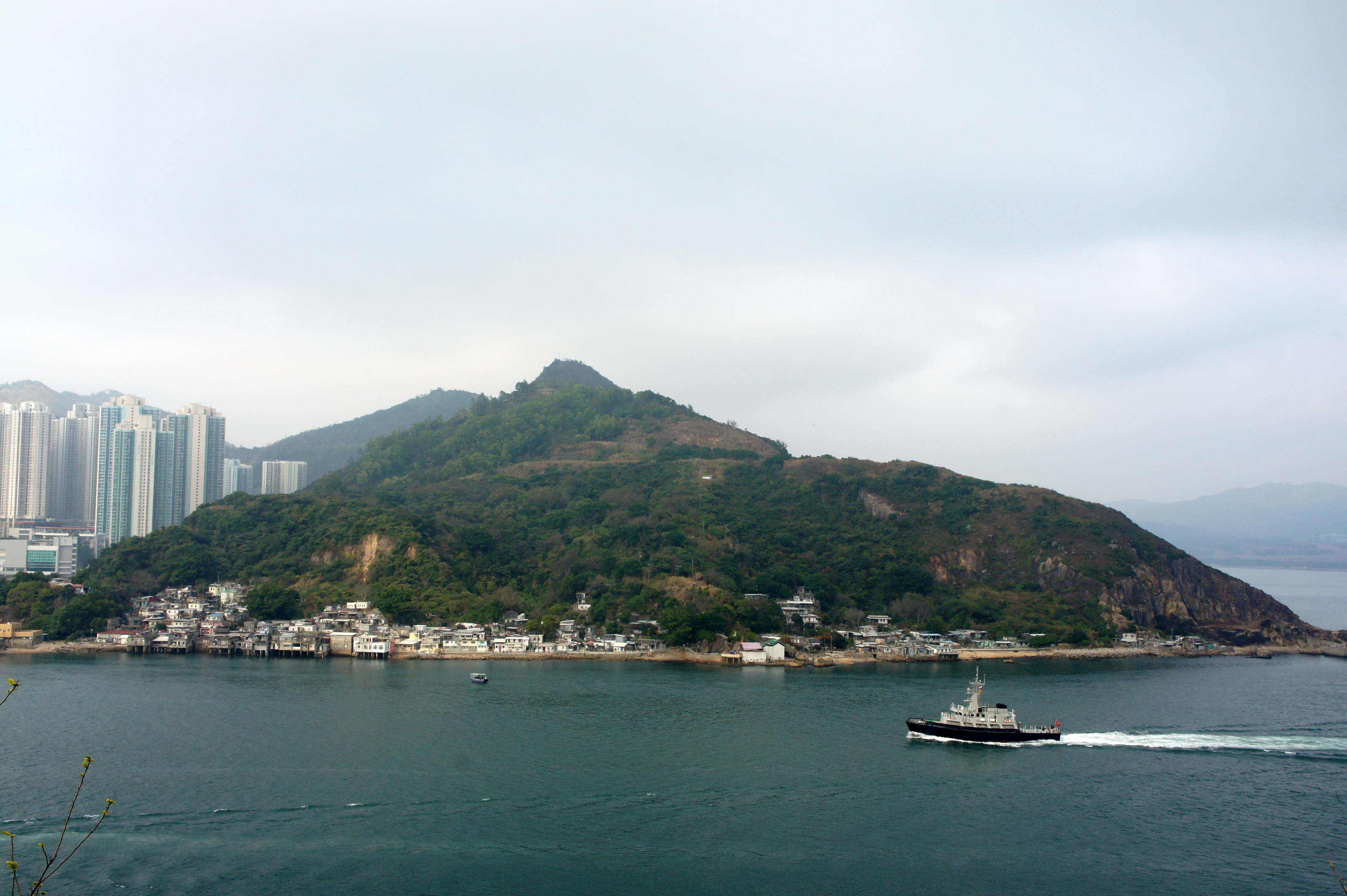
Blick auf Devil’s Peak vom Museum (HKMCD)